# Иск о признании
Иск о признании представляет собой иск, предмет которого характеризуется способами защиты, связанными с констатацией наличия или отсутствия спорных прав или законных интересов, то есть спорного материального правоотношения. Поскольку иски о признании всегда направлены на установление наличия или отсутствия спорного правоотношения, они именуются ещё установительными исками.

## История
Установительные иски существовали в римском праве под названием «преюдициальных исков», и применялись для установления прав состояния. В средние века сфера их применения была расширена и введено понятие «провокации», которое было создано на основании отрывочных постановлений римского права глоссаторами и получило широкое распространение в законодательствах западноевропейских стран. При провокации лицо, заинтересованное в немедленном выяснении спорного правоотношения к другому лицу, могло просить суд потребовать от противника предъявления соответствующего иска, под угрозой, в случае неисполнения этого требования, утратить навсегда право на этот иск. Коренной недостаток провокационного производства в том, что оно нарушало основной принцип гражданского процесса, именно, принцип диспозитивности (лат. nemo invitus agere cogitur), так как возбуждалось дело с целью принудить другое лицо к предъявлению иска, дабы суд выяснил и окончательно установил сомнительное правоотношение. Не нарушая принципа диспозитивности, того же результат можно достигнуть другим путём: тот, кто заинтересован в выяснении спорного правоотношения, должен предъявить иск об официальном признании (констатировании) его наличности или отсутствия. Замена провокационного производства установительными исками произошла в середине XIX века: установительные иски, сперва существовавшие наряду с провокационным производством (в германском праве, в баденском уставе 1851 года), затем окончательно вытеснили его.
В отличие от исполнительных исков (исков о присуждении), установительные иски (иски о признании) не являются судебной формой материально-правовых требований; их предмет — именно материально-правовое отношение. Вследствие идеи об отображении материального гражданского права в судебном процессе установительные иски до XIX века во многом игнорировались теорией права и законодательством, Например, Устав гражданского судопроизводства Российской империи 1864 года вообще этот вид исков не предусматривал, за исключением раздела об особенностях остзейского права (статья 1801).

## Содержание исков
Иски о признании направлены на признание (установление, подтверждение) судом наличия или отсутствия юридического отношения с целью ликвидация спорности права. Интерес к защите права в суде в данном случае порождает неопределённость прав и обязанностей или их оспаривание, даже если сами спорные права ещё не нарушены.
Примеры исков о признании:
- иск об установления отцовства ответчика в отношении рождённого ребёнка;
- иск о признании брака недействительным;
- иск об установлении права авторства на произведение искусства.

Установительные иски не направлены на присуждение ответчика к исполнению, а направлены лишь на предварительное установление или официальное признание правоотношения, за которым ещё может последовать иск о присуждении. Так, после предъявления иска о признании лица автором литературного произведения возможно предъявление иска о взыскании вознаграждения за неправомерное его использование и о взыскании убытков.
Закон обычно допускает как иски, где предметом является материальное правоотношение между истцом и ответчиком, так и прокурорские иски о правоотношении между соответчиками (например, иск о признании недействительным фиктивного брака).

### Положительные и отрицательные иски
В положительном иске о признании истец требует подтвердить наличие правоотношения (например, иски о признании отцовства или авторства). В отрицательном иске о признании истец, наоборот, требует признания отсутствия или недействительности правоотношения (например, иски о признании недействительности брака, сделки или завещания).
В положительных исках о признании основанием служат правопроизводящие факты; в отрицательных исках — правопрекращающие обстоятельства.